# Compagnie du chemin de fer d'Ostende à Armentières
La Compagnie du chemin de fer d'Ostende à Armentières est une société anonyme belge, à capitaux belges, créée en 1864 pour reprendre la concession d'un chemin de fer dans la province de Flandre-Occidentale, avec un embranchement et un prolongement en France vers Armentières.
Les lignes sont rachetées par les Chemins de fer de l'État belge en 1875.

## Histoire
La société anonyme créée par l'acte du 23 juin 1864, approuvé par l'arrêté royal du 7 juillet 1864 (publié dans le Moniteur le 13 juillet 1864), est dénommée Compagnie du chemin de fer d'Ostende à Armentières et a son siège à Bruxelles. Son objet est d'établir et exploiter un chemin de fer d'Ostende à la frontière française vers Armentières, avec un embranchement de Warneton à Commines, tels qu'il a été concédé à messieurs Marchal et Herla suivant la convention du 17 juin 1863, et le cahier des charges annexé (publication le 24 mai 1864 dans le moniteur). Il est prévu un éventuel prolongement de la ligne sur le territoire français jusqu'à Armentières.

## Réseau
L'ensemble du réseau aurait dû comprendre quatre sections :
- Ostende à Thourout, 24 km
- Thourout à Ypres, 32 km
- Ypres à Warneton, 12 km
- Comines à Armentières (dont tracé Houplines - Armentières), 14 km

La section de Ypres à Warneton n’a jamais été construite.